# Turritella duplicata
Turritella duplicata is een slakkensoort uit de familie Turritellidae. De wetenschappelijke naam werd gepubliceerd in 1758 door Linnaeus in de tiende editie van Systema naturae.